# Porter Drinkers Association
Porter Drinkers Association (Även kallat "portersällskapet" och "porterdrickarna") grundades vid Filosofiska Fakulteternas Studentkår, Göteborgs universitet 1937 . PDA:s syfte är att sprida nyttjandet av porter och värna om porterns historia, kulturella betydelse och höga tillverkningssätt. Detta görs bland annat genom att hålla provningar av porter både internt och externt, genom att medverka i olika historiskt-kulturella evenemang ofta tillsammans med Göteborgs Stadsmuseum, genom att fira särskilda högtidsdagar, umgås och ha det trevligt. Porter Drinkers Association klär sig ofta i bonjour och hög hatt och dricker sin porter ur klassiska tennstop med glasbotten, i en "anglofil, Dickensk småtokig anda"